# Zoltán Almási
Zoltán Almási [ˈzoltaːn ɒlmaːʃi] (* 29. August 1976) ist ein ungarischer Schach-Großmeister.

## Leben
Almási gewann 1993 als 16-Jähriger überlegen das Großmeisterturnier von Altensteig, bei dem er als Ersatzmann nachgerückt war: Er siegte mit 1,5 Punkten Vorsprung auf Artur Jussupow und erspielte sich dadurch eine Großmeister-Norm. Den Titel erreichte Almási im gleichen Jahr nach dem Gewinn der Jugendweltmeisterschaft der unter 18-Jährigen. Er gewann neunmal die ungarische Meisterschaft (1995, 1997, 1999, 2000, 2003, 2006, 2008, 2009 und 2019) und ist damit Rekordhalter mit Lajos Portisch.
2010 gewann er in Warschau die Europameisterschaft im Schnellschach. 2013 gewann er das 48. Capablanca-Memorial in Havanna (Kategorie 18) mit 6,5 Punkten aus 10 Partien und einer Elo-Leistung von 2800.
Auch beim Chess960 ist er Weltspitze. Er gewann bei den Chess Classic in Mainz 2004 das FiNet Open (Chess960) vor Étienne Bacrot.

## Mannschaftsschach

### Nationalmannschaft
Seit der Schacholympiade 1994 in Moskau vertrat er sein Land bei allen Schacholympiaden, wobei er 2002 in Bled sowie 2014 in Tromsø maßgeblich jeweils am Gewinn der Silber-Medaille beteiligt war (5 Siege, 8 Remis, keine Niederlage bzw. 5 Siege, 4 Remis, eine Niederlage; jeweils am dritten Brett). 2010 in Chanty-Mansijsk errang er am zweiten Brett eine Silbermedaille in der Individualwertung. 1992 (mit Ungarns dritter Mannschaft), 1997, 1999, 2005, 2007, 2009, 2011, 2013 und 2015 nahm Almási an den Mannschaftseuropameisterschaften teil. Er erreichte dabei mit der Mannschaft 1999 den zweiten, 2011 und 2015 den dritten Platz und in der Einzelwertung 2011 am zweiten Brett den zweiten Platz, 2013 und 2015 jeweils den dritten Platz am dritten Brett. 2011 und 2015 nahm Almási außerdem mit der ungarischen Mannschaft an der Mannschaftsweltmeisterschaft teil.

### Vereinsschach

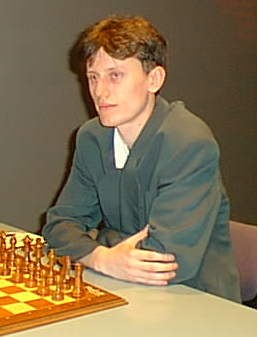
Zoltán Almási, 1998 bei den Dortmunder Schachtagen

In der NB I. Szabó László, der höchsten ungarischen Spielklasse, spielte Almási bis 2010 bei Honvéd Budapest. In der Saison 2016/17 spielte er für Lila Futó-Hóbagoly SE, seit der Saison 2017/18 tritt er für DVTK Sport Korlátolt Felelősségű Társaság an. In der deutschen Schachbundesliga spielte Almási von 1994 bis 2000 für den Dresdner SC, von 2002 bis 2006 für den SC Kreuzberg, seit 2010 spielt er für den USV TU Dresden, unter anderem in der Saison 2011/12 und seit der Saison 2014/15 in der 1. Bundesliga.
In der österreichischen Staatsliga A spielte Almási von 1994 bis 2003 beim SK Sparkasse Fürstenfeld. Die britische Four Nations Chess League gewann er 2000 mit Slough, die spanische Mannschaftsmeisterschaft 2014 mit der Mannschaft von Mérida Patrimonio de la Humanidad (für die er bereits von 2007 bis 2010 spielte), in der französischen Top 16 spielte er von 2003 bis 2006 bei C.M.E.C. Monaco.
In der bosnischen Premijer Liga wurde Almási sowohl 2003 mit dem ŠK Kiseljak als auch 2007 mit dem ŠK Bosna Sarajevo Vizemeister. Am European Club Cup nahm Almási 1993 bis 1997 mit Honvéd Budapest teil (mit denen er 1993 und 1995 den zweiten Platz erreichte), 1998 bis 2000 mit dem ŠK Radonja Bojović Nikšić, 2003 mit dem ŠK Kiseljak, mit dem er den dritten Platz erreichte, und 2007 mit dem ŠK Bosna Sarajevo.